# OverDrive Media Console
OverDrive Media Console es una aplicación propietaria y gratuito desarrollado por la empresa OverDrive, Inc para su uso con sus servicios de distribución digital para bibliotecas, escuelas, y minoristas.
La aplicación permite a los usuarios acceder a libros electrónicos, audiolibros y vídeos prestados de las bibliotecas y escuelas, o adquiridos en librerías desde dispositivos con Android, Blackberry, iOS (iPad / iPhone / iPod), y Windows. El software también está disponible para las computadoras de escritorio y portátiles Mac y Windows, además puede instalarse en Linux mediante Wine.
En octubre de 2012, Barnes & Noble añadió el OverDrive aplicación Media Console para su NOOK App Store, habilitándolo para Nook Color, Nook Tablet, y más para tarde Nook HD, Nook HD + y "Samsung Galaxy Tab 4 Nook"usuarios de Nook para descargar audiolibros, libros electrónicos y videos directamente a sus dispositivos. La aplicación OverDrive también está disponible para los usuarios de Kindle Fire en el Amazonas apps Store. En octubre de 2012, OverDrive liberó OverDrive Media Console para Windows 8, soportando los dispositivos que ejecutan Microsoft de sistemas operativos Windows 8 y Windows RT.
Los críticos han calificado su aplicación OverDrive Media Console entre las mejores aplicaciones de lectura electrónica para Blackberry, iPhone, y el iPad.
OverDrive Media Console soporta una variedad de formatos en diferentes dispositivos, incluyendo EPUB y PDF para leer, y MP3 y Windows Media Audio (WMA) para la escucha. Cabe señalar que el contenido WMA sólo se admite en la versión para Windows del OverDrive Media Console, que reduce drásticamente el número de títulos disponibles para los usuarios de bibliotecas que utilizan equipos no Windows como los equipos Mac y Android. Sin embargo, muchos editores permiten las transferencias de materiales en formato WMA a los dispositivos de Apple después de descargarlas en un ordenador con Windows.